# Eciton orthonotum
Eciton orthonotum é uma espécie de formiga do gênero Eciton.